# Rechtsschule Wetzlar
Die Rechtsschule zu Wetzlar war eine deutsche Hochschule in Wetzlar, die von 1808 bis 1816 bestand.

## Geschichte
Mehr als ein Jahrhundert lang war Wetzlar Sitz des Reichskammergerichts, des obersten Gerichts im Heiligen Römischen Reich. Das Gericht wurde damals zum wichtigsten Wirtschaftsfaktor in Wetzlar, bis es 1806 aufgelöst wurde und zahlreiche Juristen aus der Stadt abwanderten. Um die wirtschaftlichen Nachteile dieser Abwanderung abzufedern, ließ Fürstprimas Karl Theodor von Dalberg in Wetzlar eine Hochschule der Rechtswissenschaften gründen. Die Einrichtung sollte helfen, einige der bekannten Juristen aus dem Umfeld des Reichskammergerichts an Wetzlar zu binden. Dalberg beauftragte einen der zuvor am Gericht beschäftigten Juristen, Franz Ferdinand Michael Stickel, mit der Konzeption und organisatorischen Vorbereitung der Einrichtung. 1808 wurde die Hochschule im Namen Dalbergs eröffnet. Anfangs lehrten dort sechs besoldete Professoren, die Vorlesungen waren für In- und Ausländer unentgeltlich. Um 1809 waren rund 30 Studenten eingeschrieben.
1816 bereits wurde die juristische Fakultät durch eine königliche Kabinettsorder wieder aufgelöst. Die bedeutende Bibliothek der Rechtsschule wanderte nach Auflösung der Einrichtung in den Fundus der Universitätsbibliothek Bonn.

## Das Gebäude
Als Gebäude nutzte die Rechtsschule den Arnsburger Hof, eine frühere Jesuiten-Niederlassung im Osten der Wetzlarer Altstadt. Nach Schließung der Rechtsschule bezog das Wetzlarer Gymnasium, die heutige Goetheschule Wetzlar, das Gebäude.

## Persönlichkeiten

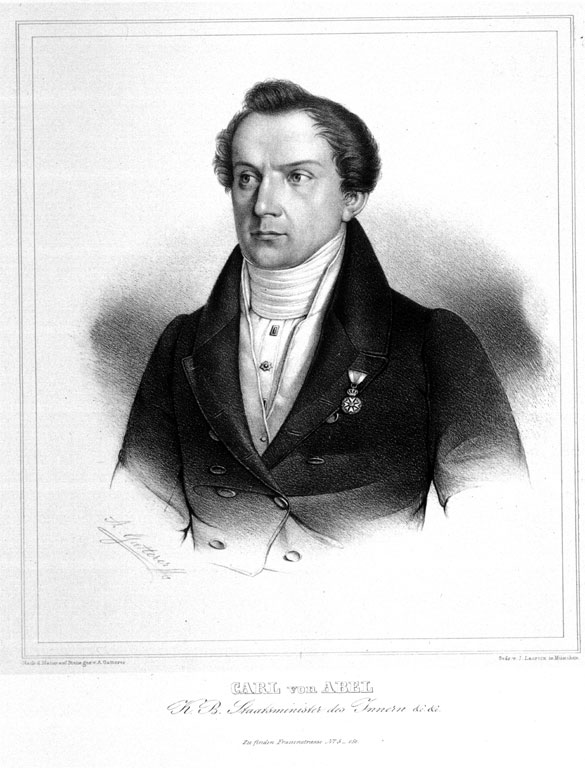
Karl von Abel studierte an der Rechtsschule, sein Vater war dort Professor

An der Rechtsschule Wetzlar haben unter anderem studiert oder gelehrt:
- Jacob Adam Abel, 1754–1824, Prokurator am Reichskammergericht, Professor an der Rechtsschule;
- Egid von Löhr, 1784–1851, Professor an der Rechtsschule und später Hochschullehrer an der Universität Gießen;
- Franz Joseph Musset, 1786–1859, Professor an der Rechtsschule, später Präsident des Oberappellationsgerichts;
- Franz Ferdinand Michael Stickel, 1787–1848, Advokat am Reichskammergericht, dann Professor an der Rechtsschule;
- Karl von Abel, 1788–1859, studierte an der Rechtsschule, später bayer. Staatsminister des Innern;
- Bernhard Eberhard, 1795–1860, studierte an der Rechtsschule, später kurhessischer Minister;
- Albert von Vahlkampf, 1799–1858, studierte an der Rechtsschule, später Staatsminister (Sachsen-Meiningen).

Adam Josef August von Mulzer, 1772–1831, war Rektor/Kurator der Rechtsschule.